# 日進市立梨の木小学校
日進市立梨の木小学校（にっしんしりつなしのきしょうがっこう）は、愛知県日進市にある公立小学校。

## 通学区域
- 日進市[1]
  - 栄（一丁目の一部、二丁目、三丁目の一部、四丁目、五丁目）
  - 折戸町（枯木の一部、梨子ノ木）
  - 藤枝町（平子の一部、廻間、片平、奥廻間）
  - 米野木台（一丁目、二丁目）
  - 米野木町（土岡の一部、奥畑の一部、南山の一部）

## 進学先中学校
- 公立中学校に進学する場合は日進市立日進東中学校に進学する[1]

## 部活動
- サッカー部
- バスケットボール部
- 金管バンド部

## アクセス
- 名鉄豊田線 日進駅から徒歩10分